# Schuylkill
Lo Schuylkill è un fiume degli Stati Uniti d'America, che scorre in Pennsylvania. Esso attraversa le Contee di Filadelfia, Montgomery, Chester, Berks e Schuylkill e tocca le città di Philadelphia, Norristown, Pottstown e Reading.
I suoi tributari sono il Little Schuylkill, il Perkiomen Creek, il Tulpehocken Creek e il French Creek. A sua volta è un tributario del fiume Delaware, nel quale confluisce a Philadelphia.
Pur essendo da tempo utilizzato per il trasporto, il fiume fu reso completamente navigabile tramite il Canale dello Schuylkill nel 1825, seguito dalla costruzione della linea principale della Reading Railroad nel 1838 e della filiale dello Schuylkill della Pennsylvania Railroad nel 1884. Attraverso questi corridoi, milioni di tonnellate di carbone antracite scesero lungo lo Schuylkill dalla regione del carbone a nord, nel nord-est della Pennsylvania. Il canale fu abbandonato nel 1931, mentre lo Schuylkill Expressway fu completato nel 1959.
L'inquinamento industriale e il limo derivante dalle attività minerarie hanno afflitto il fiume nel corso del XIX e XX secolo. Le prime preoccupazioni riguardo alla qualità dell'acqua portarono alla creazione di Fairmount Park nel 1812. Le protezioni si concretizzarono con l'approvazione del Clean Water Act nel 1972, e lo Schuylkill fu designato come il primo "Pennsylvania Scenic River" nel 1978. Da allora, la qualità dell'acqua si è in gran parte ripresa.
Il fiume Schuylkill, al di sopra della diga di Fairmount, è stato una delle principali sedi per il canottaggio sin dalla fondazione della Schuylkill Navy nel 1858. Negli ultimi decenni è stato realizzato lungo il fiume il percorso ciclabile e pedonale Schuylkill River Trail. Il Corridoio del Patrimonio dello Schuylkill è stato designato come Pennsylvania Heritage Park nel 1995 e come Area di Patrimonio Nazionale nel 2000, al fine di promuovere l'importanza storica, ambientale e ricreativa del fiume.

## Nome
Il nome dello Schuylkill deriva dalle parole olandesi schuilen, che significa nascondersi o cercare rifugio, e kil, che significa ruscello, apparentemente per via della "situazione riservata e nascosta della sua foce". Secondo John Heckewelder, un missionario che lavorò tra gli indiani Lenape locali, il nome nativo del fiume era Ganshowe-hánne, ossia "ruscello fragoroso". Il fiume veniva anche talvolta chiamato Manaiunk nelle fonti europee, termine derivante da un toponimo Lenape che significa "luogo dove bere". Questo nome appare su una mappa svedese del 1655 nella forma Menejackse Kÿl.

## Corso
La sorgente del ramo orientale dello Schuylkill si trova in un'area di terreni pesantemente sfruttati per l'attività mineraria, su un crinale a sud del Tuscarora Lake lungo una divisione idrografica con il Little Schuylkill River, a circa un miglio a est del villaggio di Tuscarora e a circa un miglio a ovest di Tamaqua, alle Tuscarora Springs nella contea di Schuylkill. Il Tuscarora Lake è una delle sorgenti del Little Schuylkill.
Il ramo occidentale inizia nei pressi di Minersville e si unisce al ramo orientale nella città di Schuylkill Haven. Successivamente, si combina con il Little Schuylkill River a valle, nella città di Port Clinton. Il Tulpehocken Creek lo raggiunge al margine occidentale di Reading, mentre il Wissahickon Creek vi confluisce nel nord-ovest di Filadelfia. Altri affluenti principali includono Maiden Creek, Manatawny Creek, French Creek e Perkiomen Creek.
Lo Schuylkill confluisce nel fiume Delaware presso il sito dell'ex Philadelphia Navy Yard, ora il Philadelphia Naval Business Center, appena a nord-est dell'Aeroporto Internazionale di Filadelfia.

## Storia

### Prima dell'insediamento
Un'allegoria del fiume Schuylkill del 1872, realizzata da William Rush, è attualmente esposta al Philadelphia Museum of Art.
La potente confederazione dei Susquehannock rivendicava l'area lungo lo Schuylkill come territorio di caccia, così come faceva per le terre che si estendevano lungo la Chesapeake Bay fino alla riva sinistra del fiume Potomac, di fronte alla Confederazione Powhatan, quando i commercianti sbarcarono per la prima volta nel fiume Delaware e i coloni giunsero nel primo decennio del 1600. Con numerosi affluenti, lo Schuylkill fu il fulcro degli inizi delle Guerre dei Castori, durante le quali la tribù dei Lenape divenne tributaria dei vittoriosi Susquehannock. I Susquehannock erano un popolo iroquoide, spesso in conflitto con i loro parenti: il popolo Erie, situato a ovest e a nord-ovest attraverso le fenditure degli Allegheny nell'est dell'Ohio e nel nord-ovest della Pennsylvania, tra l'Allegheiny superiore e il Lago Erie, e le Cinque Nazioni degli Irochesi, un'altra confederazione indigenza americana a est, dalla riva destra del fiume Genesee attraverso la regione dei Finger Lakes dell'Upstate New York lungo il fiume San Lorenzo.
I Lenape avevano insediamenti lungo il fiume, tra cui Nittabakonck ("luogo in cui risiedono gli eroi"), un villaggio situato sulla riva orientale appena a sud della confluenza con il Wissahickon Creek, e il sito di Passyunk, sulla riva occidentale dove lo Schuylkill incontra il fiume Delaware.

### XVIII secolo
Il patriota americano e produttore di carta Frederick Bicking possedeva una pescheria sul fiume prima della Rivoluzione americana, e Thomas Paine cercò invano di convincere i cittadini a finanziare un ponte in ferro sul fiume, per poi abbandonare "lavori pontificali" a causa della Rivoluzione francese.

## Nella cultura popolare

### Letteratura
Il fiume Schuylkill è l'ambientazione dell'immaginaria tenuta White Acre nel romanzo del 2013 The Signature of All Things di Elizabeth Gilbert, ispirato a The Woodlands.